# 戈盧布-多布任城堡
戈盧布-多布任城堡（Golub-Dobrzyń Castle）是位於波蘭城市戈盧布-多布任的一座四方形城堡，修建於13至14世紀時期。這座城堡修建於一座小山之上，建築風格融合了哥特式風格和文藝復興式風格。